# نادي بشكتاش لكرة اليد
نادي بشكتاش لكرة اليد هو نادي كرة يد في تركيا تأسس في سنة 1903 يقع مقره في إسطنبول. تبلغ سعة ملعبه 1500 متفرجا. حقق بطولة الدوري في 1980، 1981، 2005، 2007، 2009، 2010، 2011، 2012، 2013، 2014، 2015 و2016.